# Grand Prix automobile d'Italie 1948
Le Grand Prix automobile d'Italie 1948 (XVIII Gran Premio d'Italia) est un Grand Prix qui s'est tenu sur le circuit du Parc Valentino le 5 septembre 1948.

## Grille de départ
| 1re ligne | Pos. 1                          | Pos. 2                         | Pos. 3                           | Pos. 4                      |
| --------- | ------------------------------- | ------------------------------ | -------------------------------- | --------------------------- |
|           | Wimille Alfa Romeo 2 min 16 s 6 | Trossi Alfa Romeo 2 min 18 s 4 | Villoresi Maserati 2 min 20 s 0  | Sommer Ferrari 2 min 20 s 4 |
| 2e ligne  | Pos. 5                          | Pos. 6                         | Pos. 7                           | Pos. 8                      |
|           | Sanesi Alfa Romeo —             | Farina Ferrari —               | Ascari Maserati —                | Chiron Talbot-Lago —        |
| 3e ligne  | Pos. 9                          | Pos. 10                        | Pos. 11                          | Pos. 12                     |
|           | Parnell Maserati —              | Comotti Talbot-Lago —          | De Graffenried Maserati —        | Cortese Maserati —          |
| 4e ligne  | Pos. 13                         | Pos. 14                        | Pos. 15                          | Pos. 16                     |
|           | Taruffi Maserati —              | Rosier Talbot-Lago —           | Bira Ferrari —                   | Étancelin Talbot-Lago —     |
| 5e ligne  | Pos. 17                         | Pos. 18                        | Pos. 19                          | Pos. 20                     |
|           | Manzon Simca-Gordini —          | Brooke Maserati —              | Giraud-Cabantous Simca-Gordini — | Chaboud Delahaye —          |

## Classement de la course
| Pos. | no  | Pilote                              | Écurie                    | Châssis            | Tours | Temps/Abandon                   | Grille |
| ---- | --- | ----------------------------------- | ------------------------- | ------------------ | ----- | ------------------------------- | ------ |
| 1    | 52  | Jean-Pierre Wimille                 | Alfa Corse                | Alfa Romeo 158     | 75    | 3 h 10 min 42 s 4 (113,26 km/h) | 1      |
| 2    | 40  | Luigi Villoresi                     | Scuderia Ambrosiana       | Maserati 4CLT/48   | 74    | + 1 tour                        | 3      |
| 3    | 28  | Raymond Sommer                      | Scuderia Ferrari          | Ferrari 125        | 73    | + 2 tours                       | 4      |
| 4    | 38  | Alberto Ascari                      | Scuderia Ambrosiana       | Maserati 4CLT/48   | 72    | + 3 tours                       | 7      |
| 5    | 8   | Reg Parnell                         | Privé                     | Maserati 4CLT/48   | 72    | + 3 tours                       | 9      |
| 6    | 48  | Louis Rosier                        | Privé                     | Talbot-Lago T26C   | 70    | + 5 tours                       | 14     |
| 7    | 60  | Gianfranco Comotti                  | Privé                     | Talbot-Lago T26C   | 70    | + 5 tours                       | 10     |
| 8    | 26  | Philippe Étancelin                  | Privé                     | Talbot-Lago T26C   | 69    | + 6 tours                       | 16     |
| 9    | 54  | Emmanuel de Graffenried             | Scuderia Enrico Platé     | Maserati 4CL       | 67    | + 8 tours                       | 11     |
| 10   | 50  | Eugène Chaboud                      | Écurie Lutetia            | Delahaye           | 67    | + 8 tours                       | 20     |
| 11   | 56  | Leslie Brooke                       | Officine Alfieri Maserati | Maserati 4CLT/48   | 67    | + 8 tours                       | 18     |
| Abd. | 68  | Prince Bira                         | Scuderia Ferrari          | Ferrari 125        | 66    | Boîte de vitesses               | 15     |
| Abd. | 46  | Carlo Felice Trossi Consalvo Sanesi | Alfa Corse                | Alfa Romeo 158     | 53    | Compresseur                     | 2      |
| Abd. | 36  | Giuseppe Farina                     | Scuderia Ferrari          | Ferrari 125        | 51    | Accident                        | 6      |
| Abd. | 6   | Consalvo Sanesi                     | Alfa Corse                | Alfa Romeo 158     | 42    | Accident                        | 5      |
| Abd. | 70  | Piero Taruffi                       | Scuderia Milano           | Maserati 4CL       | 41    | Soupape                         | 13     |
| Abd. | 44  | Louis Chiron                        | SFACS Écurie France       | Talbot-Lago T26    | 41    | Joint de culasse                | 8      |
| Abd. | 10  | Yves Giraud-Cabantous               | Équipe Gordini            | Simca-Gordini T15  | 40    | Moteur                          | 19     |
| Abd. | 64  | Franco Cortese                      | Privé                     | Maserati 4CL       | 12    | Moteur                          | 12     |
| Abd. | 32  | Robert Manzon                       | Privé                     | Simca-Gordini T15  | 9     | Moteur                          | 17     |
| Nq.  | 2   | Charles Pozzi                       | Écurie Lutetia            | Talbot-Lago T26 SS |       | Non qualifié                    |        |
| Nq.  | 4   | Nello Pagani                        | Scuderia Milano           | Maserati 4CL       |       | Non qualifié                    |        |
| Nq.  | 12  | Juan Jover                          | Scuderia Auto Spagnola    | Maserati 4CL       |       | Non qualifié                    |        |
| Nq.  | 16  | Mario Lietti                        | Scuderia Enrico Platé     | Talbot-Lago 700    |       | Non qualifié                    |        |
| Nq.  | 18  | Dioscoride Lanza                    | Scuderia Diniex           | Maserati 4CL       |       | Non qualifié                    |        |
| Nq.  | 20  | Richard Ramseyer                    | Écurie Genève             | Maserati 4CM       |       | Non qualifié                    |        |
| Nq.  | 30  | Francisco Godia Sales               | Scuderia Auto Spagnola    | Maserati 4CL       |       | Non qualifié                    |        |
| Nq.  | 101 | Lamberto Grolla                     | Privé                     | Stanguellini-Fiat  |       | Non qualifié                    |        |
| Np.  | 100 | John Gordon Bennett                 | Privé                     | ERA B-Type         |       | Non partant                     |        |

- Légende: Abd.=Abandon.

## Pole position et record du tour
- Pole position :  Jean-Pierre Wimille (Alfa Romeo) en 2 min 16 s 6.
- Meilleur tour en course :  Jean-Pierre Wimille (Alfa Romeo) en 2 min 22 s 4 (121,36 km/h).